# Гшнайдт
Гшнайдт (нем. Gschnaidt) — посёлок в Австрии, в федеральной земле Штирия.
Входит в состав округа Грац. Население составляет 394 человека (на 31 декабря 2005 года). Занимает площадь 29,82 км².

## Политическая ситуация
Бургомистр коммуны — Макс Хёфер (местный блок) по результатам выборов 2005 года.
Совет представителей коммуны (нем. Gemeinderat) состоит из 9 мест.
- АНП занимает 4 места.
- местный список: 3 места.
- СДПА занимает 2 места.